# Войновиця (Чачинці)
Войновиця (хорв. Vojlovica) — населений пункт у Хорватії, у Вировитицько-Подравській жупанії у складі громади Чачинці.

## Населення
Населення за даними перепису 2011 року становило 18 осіб.
Динаміка чисельності населення поселення:

## Клімат
Середня річна температура становить 11,13 °C, середня максимальна – 25,38 °C, а середня мінімальна – -5,76 °C. Середня річна кількість опадів – 745 мм.
| Клімат поселення                              | Клімат поселення | Клімат поселення | Клімат поселення | Клімат поселення | Клімат поселення | Клімат поселення | Клімат поселення | Клімат поселення | Клімат поселення | Клімат поселення | Клімат поселення | Клімат поселення | Клімат поселення |
| Показник                                      | Січ.             | Лют.             | Бер.             | Квіт.            | Трав.            | Черв.            | Лип.             | Серп.            | Вер.             | Жовт.            | Лист.            | Груд.            |                  |
| Середній максимум, °C                         | 6,04             | 8,18             | 12,76            | 17,11            | 22,26            | 25,38            | 24,96            | 24,38            | 20,34            | 15,10            | 9,38             | 5,26             |                  |
| Середня температура, °C                       | 0,14             | 2,29             | 6,85             | 11,20            | 16,36            | 19,48            | 21,26            | 20,68            | 16,64            | 11,40            | 5,70             | 1,60             |                  |
| Середній мінімум, °C                          | −5,76            | −3,62            | 0,96             | 5,30             | 10,45            | 13,58            | 17,56            | 16,98            | 12,93            | 7,70             | 1,98             | −2,14            |                  |
| Норма опадів, мм                              | 46               | 43               | 45               | 58               | 72               | 92               | 67               | 69               | 58               | 64               | 74               | 57               |                  |
| Середньомісячна швидкість вітру, м/с          | 2.11             | 2.40             | 2.70             | 2.60             | 2.30             | 2.10             | 2.10             | 1.90             | 1.90             | 1.95             | 2.10             | 2.20             |                  |
| Середньомісячна сонячна радіація, кДж/м²·день | 4122             | 6871             | 10788            | 15261            | 19239            | 21378            | 22319            | 20104            | 14806            | 9169             | 4682             | 3520             |                  |
| --------------------------------------------- | ---------------- | ---------------- | ---------------- | ---------------- | ---------------- | ---------------- | ---------------- | ---------------- | ---------------- | ---------------- | ---------------- | ---------------- | ---------------- |
| Джерело:                                      |                  |                  |                  |                  |                  |                  |                  |                  |                  |                  |                  |                  |                  |